# Opuštěná společnost
Opuštěná společnost: Česká cesta od Masaryka po Babiše je kniha Erika Taberyho z roku 2017.
Autor zde popisuje svůj pohled na vývoj české společnosti z úhlu politického i historického a zasazuje aktuální společenské události do širšího kontextu. Jedná se o časový úsek od vzniku samostatné Republiky Československé v roce 1918 až po Českou republiku v době vlády Miloše Zemana.
Autor již od roku 1997 svými články přispívá do týdeníku Respekt, kam píše především politické komentáře a analýzy, v roce 2009 začal v redakci působit jako šéfredaktor. Za svojí práci byl oceněn několika cenami, roku 2003 Novinářskou křepelkou pro žurnalisty do 33 let, v únoru 2009 Cenou Ferdinanda Peroutky a roku 2011 Novinářskou cenou. Díky své publikaci Opuštěná společnost se Erik Tabery stal při vyhlašování výsledků 17. ročníku literární soutěže Magnesia Litera držitelem ocenění Kniha roku 2018.

## Audiokniha
V roce 2018 dílo také vyšlo v 10 hodin a 32 minut dlouhé audioverzi, vydané Audiotékou a Bookmediem. Svými hlasy ji interpretovali Jiří Dvořák a Ivan Trojan. Křest audioknihy proběhl 27. března 2018 v kavárně Dejvického divadla. Večerem prováděla Aňa Geislerová a všechny osobnosti, které se na vzniku podílely.